# Самоа на Чемпіонаті світу з водних видів спорту 2015
Самоа взяла участь у Чемпіонаті світу з водних видів спорту 2015, який пройшов у Казані (Росія) від 24 липня до 9 серпня.

## Плавання
Самоанські плавці виконали кваліфікаційні нормативи в дисциплінах, які наведено в таблиці (не більш як 2 плавці на одну дисципліну за часом нормативу A, і не більш як 1 плавець на одну дисципліну за часом нормативу B):
Чоловіки
| Спортсмен      | Дисципліна           | Попередній заплив | Попередній заплив | Півфінал        | Півфінал        | Фінал           | Фінал           |
| Спортсмен      | Дисципліна           | Час               | Місце             | Час             | Місце           | Час             | Місце           |
| -------------- | -------------------- | ----------------- | ----------------- | --------------- | --------------- | --------------- | --------------- |
| Вінтер Хевен   | 100 м вільним стилем | 52.77             | 76                | Завершив виступ | Завершив виступ | Завершив виступ | Завершив виступ |
| Вінтер Хевен   | 100 м батерфляєм     | 57.47             | 58                | Завершив виступ | Завершив виступ | Завершив виступ | Завершив виступ |
| Брендон Шустер | 200 м вільним стилем | 1:57.93           | 69                | Завершив виступ | Завершив виступ | Завершив виступ | Завершив виступ |
| Брендон Шустер | 400 м вільним стилем | 4:15.30           | 66                | Н/Д             | Н/Д             | Завершив виступ | Завершив виступ |

Жінки
| Спортсменка  | Дисципліна     | Попередній заплив | Попередній заплив | Півфінал         | Півфінал         | Фінал            | Фінал            |
| Спортсменка  | Дисципліна     | Час               | Місце             | Час              | Місце            | Час              | Місце            |
| ------------ | -------------- | ----------------- | ----------------- | ---------------- | ---------------- | ---------------- | ---------------- |
| Евеліна Афоа | 50 м на спині  | 31.74             | 43                | Завершила виступ | Завершила виступ | Завершила виступ | Завершила виступ |
| Евеліна Афоа | 100 м на спині | 1:08.43 NR        | 59                | Завершила виступ | Завершила виступ | Завершила виступ | Завершила виступ |